# Microrregión de Conceição do Mato Dentro
La microrregión de Conceição do Mato Dentro es una de las  microrregiones del estado brasileño de Minas Gerais perteneciente a la mesorregión  Metropolitana de Belo Horizonte. Su población fue estimada en 2006 por el IBGE en 88.449 habitantes y está dividida en trece municipios. Posee un área total de 6.853,892 km².

## Municipios
- Alvorada de Minas
- Conceição do Mato Dentro
- Congonhas do Norte
- Dom Joaquim
- Itambé do Mato Dentro
- Morro do Pilar
- Passabém
- Rio Vermelho
- Santo Antônio do Itambé
- Santo Antônio do Rio Abaixo
- São Sebastião do Rio Preto
- Serra Azul de Minas
- Serro

- Datos: Q2409607